# 101号美国国道加利福尼亚州段
101号美国国道（英語：U.S. Route 101）加利福尼亚州段是该州最后几个仍在使用中的美国国道，并且是该州所有公路类型中里程最长的一条。该段公路是1926年开建的美国国道的最老路线之一。其北端与101号美国国道俄勒冈州段连接，南端在东洛杉矶交流道与5号州际公路连接。